# Catocha subalpina
Catocha subalpina är en tvåvingeart som beskrevs av Jaschhof 2009. Catocha subalpina ingår i släktet Catocha, och familjen gallmyggor. Arten är reproducerande i Sverige.